# 아줄레주

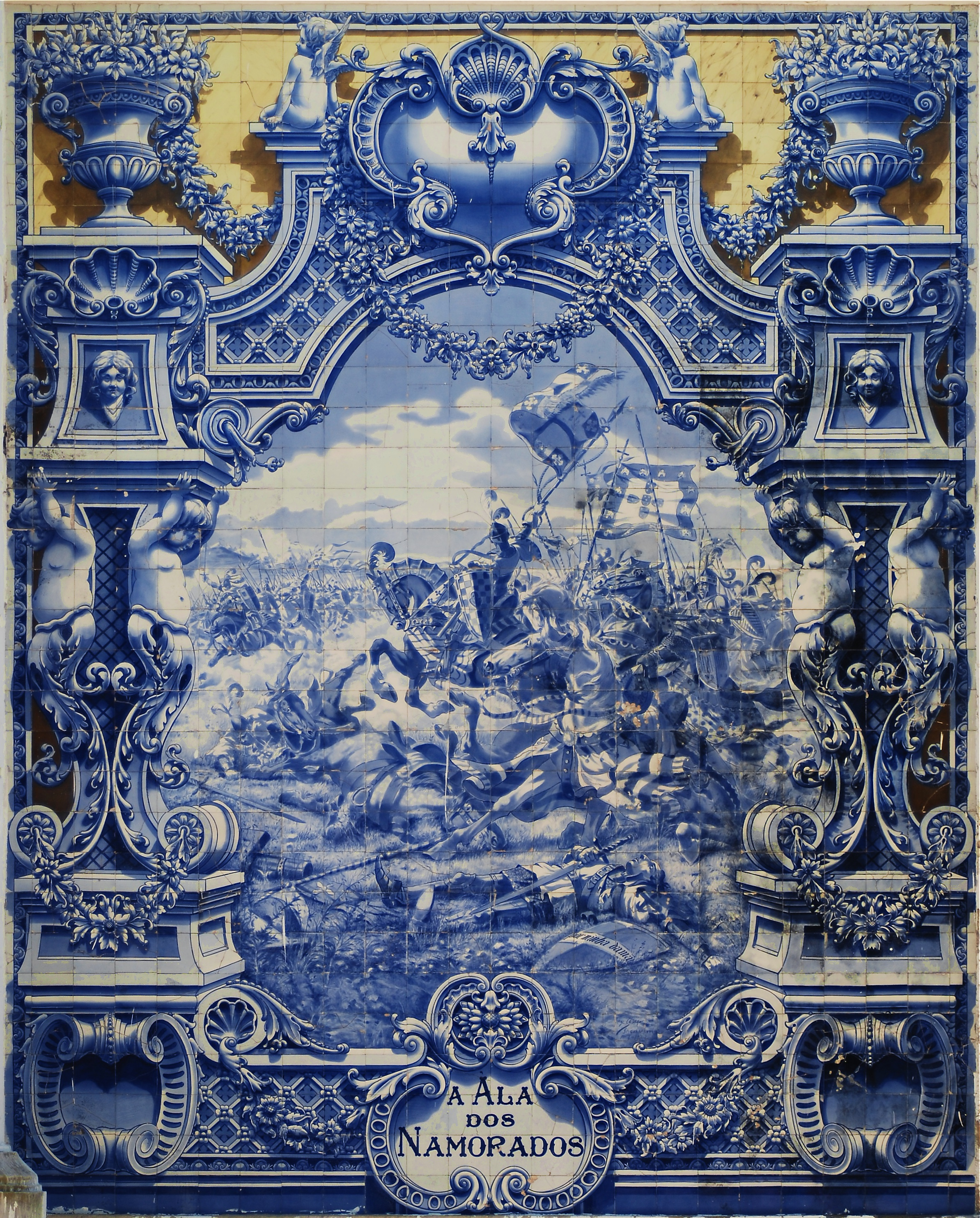
포르투갈 리스본의 공공 예술 작품 중 하나로, 포르투갈과 카스티야 군대의 알주바호타 전투(1385년)의 일화를 묘사한 조르즈 콜라수(1922년)의 아줄레주 작품.

아줄레주(포르투갈어: azulejo locally [ɐzuˈleʒu], 스페인어: azulejo locally [aθuˈlexo], 아랍어 زليج(Zellij, 광택을 낸 돌멩이)에서 유래)는 주석 유약을 사용해 그림을 그려 만든 포르투갈의 도자기 타일 작품이다. 5세기 넘게 생산되어오며 포르투갈 문화의 특징적인 단면이 되었다. 또한 라틴 아메리카와 필리핀 등 옛 포르투갈과 스페인 식민지에도 아줄레주 생산의 전통이 전래되었다.